# Portret podwójny
Portret podwójny – polski dramat z 2000 roku
Film był kręcony od 19 października do 23 listopada 1999

## Fabuła
Młode małżeństwo przyjeżdża do Warszawy w celu realizacji swoich marzeń. Oboje mieszkają w wynajętej kawalerce. Michał ukończył studia na wydziale reżyserii i zamierza nakręcić debiutancki film według własnego scenariusza. Natomiast Ewa jest początkującą aktorką. W oczekiwaniu na spełnienie zawodowe pracują w hipermarkecie. Michał usiłuje zainteresować danego producenta wymyślonym scenariuszem, a Ewa biega na castingi.

## Obsada aktorska
- Maciej Adamczyk − Michał
- Elżbieta Piekacz − Ewa Kopacz
- Jowita Miondlikowska − asystentka na castingu
- Agnieszka Wosińska − Anna
- Xawery Żuławski − Żurek
- Adam Baumann − wujek Bronek
- Michał Rogalski